# Eparchia Pathanamthitta
Eparchia Pathanamthitta (łac. Eparchia Pathanamthittensis)  – eparchia Kościoła katolickiego obrządku syromalankarskiego w Indiach z siedzibą w mieście Pathanamthitta.